# Wilhelm van Roggendorf
Wilhelm van Roggendorf (20 november 1481 - augustus 1541) was een Oostenrijkse militaire bevelhebber en hofmeester .  
Hij was een zoon van  Margaretha von Wildhaus en Kaspar von Roggendorf, en dus lid van het oude geslacht Roggendorf dat oorspronkelijk uit Stiermarken kwam, maar sinds het midden van de 15e eeuw in Neder-Oostenrijk gevestigd was.  Hij voerde de titels van vrijheer van Roggendorf, heer van Guntersdorf  en stadhouder van Friesland namens landvoogdes Margaretha van Oostenrijk (die voor de Habsburgse landsheer Karel de Habsburgse Nederlanden bestuurde). 

## Loopbaan
In 1509 nam hij deel aan Maximiliaan van Oostenrijks de campagne tegen de Republiek Venetië. Juni 1509 leverde hij strijd bij Padua.
Van Roggendorf volgde Floris van Egmont in 1517 als stadhouder op; hij kon tegen de Geldersen niet veel uitrichten. In 1521 nam hij ontslag en keerde terug naar Duitsland. In de tweede helft van de jaren 1520 was Wilhelm hofmeester van keizer Ferdinand I van het Heilige Roomse Rijk en was tijdens het Beleg van Wenen (1529) door de Ottomanen aanvoerder van de Oostenrijkse zware cavalerie onder zijn schoonbroer, Nicolaas I van Salm-Neuburg
(1459-1530).  In de volgende jaren had hij een invloedrijke rol aan het Oostenrijkse hof als Obersthofmeister. Hij trad af in 1539, maar keerde terug als commandant van de Oostenrijkse Beleg van Boeda (1541), dat eindigde in een ramp. Roggendorf werd gewond tijdens deze slag en overleed twee dagen later aan zijn verwondingen. 
Hij is begraven in Pöggstall in Neder-Oostenrijk.

## Familie
Op 17 september 1505 huwde Wilhelm met Elisabeth van Oettingen-Oettingen (1485, Oettingen - 31 maart 1518, Antwerpen), dochter van Johan II, graaf van Oettingen-Oettingen en Isabel van La Hamaide-Condé. Zij hadden hadden twee kinderen: 
- Anna Elisabeth van Roggendorf-Guntersdorf
- Christoph van Roggendorf, vrijheer van Roggendorf en heer van Guntersdorf en Mollenburg

- Biografisch Portaal: 19774288
- Gemeinsame Normdatei: 128688181
- International Standard Name Identifier: 0000 0000 1702 9222
- Library of Congress Control Number: no2017115754
- Nationale Bibliotheek van Tsjechië: xx0321244
- Virtual International Authority File: 60142133
- WorldCat: E39PBJwMDpMrftTF3qmR8ByPQq